# Cosimo Di Ceglie
Cosimo Di Ceglie (Andria, 21 ottobre 1913 – Milano, 23 agosto 1980) è stato un chitarrista e polistrumentista italiano di musica jazz.

## Biografia
Cosimo Di Ceglie aveva iniziato a suonare nella banda di Andria, verso la metà degli anni '30, dalla Puglia si era trasferito a Milano, dove diventa il chitarrista del suo concittadino Mario Latilla in seguito, con Enzo Ceragioli al pianoforte e a Gorni Kramer alla fisarmonica aveva formato il trio jazz "I tre negri".
Iniziò poi la carriera di compositore, e nel 1939 compose la musica per Bionde e brune, primo testo del paroliere Gian Carlo Testoni.
Tra i suoi brani incisi da vari artisti vi furono Quando l'organo suona, con testo di Nisa, incisa dal Quartetto Cetra nel 1942 e Capri, con testo di Fiorenzo Fiorentini, incisa da Katyna Ranieri.
Nel 1953 partecipò al Festival di Sanremo con Buona sera, con testo di Maria Evangelisti Tumminelli, interpretata da Carla Boni e Flo Sandon's; tornò al Festival di Sanremo 1960 con Splende l'arcobaleno, interpretata da Wilma De Angelis e Gloria Christian.

## Canzoni scritte da Cosimo Di Ceglie
In alcune canzoni, Testoni si è firmato usando lo pseudonimo Lidianni
| Anno | Titolo                | Autori del testo             | Autori della musica | Interpreti                |
| ---- | --------------------- | ---------------------------- | ------------------- | ------------------------- |
| 1941 | Come ti chiami?       | Gian Carlo Testoni           | Cosimo Di Ceglie    | Pippo Starnazza           |
| 1942 | Quando l'organo suona | Nisa                         | Cosimo Di Ceglie    | Quartetto Cetra           |
| 1942 | La barca dei sogni    | Gian Carlo Testoni           | Cosimo Di Ceglie    | Caterinetta Lescano       |
| 1953 | Buona sera            | Maria Evangelisti Tumminelli | Cosimo Di Ceglie    | Carla Boni e Flo Sandon's |

## Discografia

### 78 giri
- 1943: C'era un sentiero nel bosco/Verso il sud (Columbia, 13058)
- 1949: Haway Boogie/Indiana (Parlophon, TT 9297)
- 1956: Giuvanne cu' 'a chitarra/Maruzzella/Sole giallo/Piccola Italy/With you/Arrivederci Roma  (Parlophon, TT 9854)
- 1956: Lucianella/'A Pazzarella/Toni me toca/Che fenomeno!/Il giovanotto apatico/'E spingole frangese (Parlophon, 9883)

- 19??: Symphonie/Io t'ho incontrata a Napoli (La voce del padrone)
- 19??: La rumba della risata/Rumba rumba tabù (Columbia,13335)

### 45 giri
- 1959: Siberiana/Meridiana (Music, 2268)
- 1969: Birichina/Amore mio (Music, 2299)
- 1960: Notte mia/Splende l'arcobaleno (Music, 2311)
- 1962: L'ultimo flamenco/L'inno goliardico (Sahara, SAH 9015)
- 1962: La chitarra senza musica - 17 brani (Radio Record Ricordi, Cat. CSM)
- ????: Rendeira/Pirata/Oslo (Radio Records, 1004)
- 1968: Milan Milan/Joly bebe' - con Paola Turchini (Windsor Record, WR 001)
- 1969: Banjo man/Mister dixieland (Carmen Record, CR 603)

### EP
- 1958: Temptaion/Cheek to cheek/The continental/Night and day (Parlophon, QMSE 45056)
- 1959:  Maruska/Meridiana/Scettico Blue/Siberiana (Music, EPM 10156)